# Þrastardóttir
Þrastardóttir ist ein isländischer Name.

## Bedeutung
Der Name ist ein Patronym und bedeutet Tochter des Þrastar. Die männliche Entsprechung ist Þrastarson (Sohn des Þrastar).

## Namensträgerinnen
- Eva Þrastardóttir (* 1984), isländische Autorin
- Hafdís Huld Þrastardóttir (* 1979), isländische Sängerin
- Hrafnhildur Hanna Þrastardóttir (* 1995), isländische Handballspielerin
- Sigurbjörg Þrastardóttir (* 1973), isländische Autorin
- Telma Þrastardóttir (* 1995), isländische Fußballspielerin